# F*** You Very, Very Much
F*** You Very, Very Much is een Vlaamse televisieserie van Play4, die in de zomer van 2021 in première ging op het videostreamingplatform Streamz. De hoofdrollen worden gespeeld door Frances Lefebure, Evelien Bosmans, Daphne Wellens en Jonas Geirnaert. De serie werd geregisseerd door Bert Scholiers en Jonas Govaerts.
De serie wordt sinds 7 februari 2022 uitgezonden op Play4 en GoPlay.
De serie volgt de drie dertigers An, Flo en Violet. An zegt haar baan op en zet een punt achter haar relatie, waarna ze logeert bij haar twee vriendinnen en een verder zorgeloos bestaan leeft. Flo heeft geen geld, wil graag actrice worden, maar haar carrière komt niet van de grond. Violet is verloofd, maar heeft een affaire en een drankprobleem.

## Rolverdeling

### Hoofdrollen
| Acteur            | Personage                 |
| ----------------- | ------------------------- |
| Frances Lefebure  | An "Bakkie" Ceulemans     |
| Evelien Bosmans   | Floor "Flo" De Keyser     |
| Daphne Wellens    | Violet "Vee"              |
| Patrick Vervueren | Stefaan "Steffie" Robijns |
| Jonas Geirnaert   | Joris "Jorrie" Theunissen |

### Bijrollen
| Acteur                    | Personage         |
| ------------------------- | ----------------- |
| Ramy Moharam Fouad        | Wesley            |
| Mathis Reinders           | Casper Robijns    |
| Els Olaerts               | Sonja             |
| Arne Sierens              | Paul Ceulemans    |
| Violet Braeckman          | Kato Coleman      |
| Tiny Bertels              | Nicole            |
| Damiaan De Schrijver      | Guy De Mulder     |
| Roben Mitchell            | Peerapat "Peerie" |
| Boris Van Severen         | Dries             |
| Gene Bervoets             | Victor            |
| Katelijne Verbeke         | Hilde             |
| Ruth Becquart             | Margot            |
| Andrew Van Ostade         | Lucas             |
| Sofie Decleir             | Marijke Abeel     |
| Charlie Van Den Begin     | Lucy Theunissen   |
| Elke Shari Van Den Broeck | Billie-May        |
| Dahlia Pessemiers         | Joyce             |
| Peter De Graef            | Kris              |
| George Adindu             | Tim               |
| Jennifer Heylen           | Tine              |
| Flor Van Severen          | Kopieboy          |
| Robbert Vervloet          | Bavo "Plakpot"    |
| Jens Broes                | Benjamin          |
| Maarten Mertens           | Guillaume         |
| Charlotte Timmers         | Oona              |
| Herwig Ilegems            | Willy Verschaeren |
| Marleen Merckx            | Cathy             |
| Tom Audenaert             | Luk               |

### Gastrollen
| Acteur               | Personage              |
| -------------------- | ---------------------- |
| Karlijn Sileghem     | Mona                   |
| Peter Gorissen       | Patrick                |
| Marijke Pinoy        | Greet                  |
| Katelijne Damen      | Chantal                |
| Bas Teeken           | Roelof                 |
| Chris Nietvelt       | Chrissy                |
| Titus De Voogdt      | Lennard                |
| Joost Vandecasteele  | Damiaan                |
| Kyoko Scholiers      | Celine                 |
| Stan Lee Cole        | Yannick                |
| Jef Hoogmartens      | DJ Shuffle             |
| Isabelle Van Hecke   | moeder van Davy        |
| Marlies Bosmans      | Astrid                 |
| Wim Reygaert         | man sollicitatie       |
| Sarah Vandeursen     | vrouw sollicitatie     |
| Gloria Boateng       | Lisa                   |
| Steve Geerts         | Ranzige Raf            |
| Dominique Van Malder | Popeye                 |
| Janne Desmet         | Annabel                |
| Dirk Van Dijck       | nonkel Jan Verschaeren |
| Lea Witvrouwen       | tante Lea              |